# Старицкая (деревня)
Старицкая — деревня в Тобольском районе Тюменской области России. Входит в состав Санниковского сельского поселения.
Существовал колхоз «Яна Турмышь», который в 1951 году объединился с другими колхозами района, в единый колхоз имени Калинина.

## География
Находится примерно в 48 км от Тобольска. Автобусное сообщение.
Рядом протекает река Старица. 

## Население
| 2010 |
| ---- |
| 180  |